# Аптон, Кейтлин
Лорен Кейтлин Аптон (англ. Lauren Caitlin Upton; род. 27 марта 1989, Лексингтон, Южная Каролина) — американская модель, Мисс юная Южная Каролина 2007, вышедшая в финал конкурса Мисс юная Америка 2007.
В финале этого конкурса Мисс юной Южной Каролине попался вопрос о том, почему каждый пятый американец не может отметить свою страну на карте. На этот вопрос девушка дала очень неясный ответ, видео с которым стало одним из хитов на YouTube, набрав десятки миллионов просмотров, и породило множество пародийных видео.
Ответ звучал так: 

Лично я считаю, что американцы из Соединённых Штатов не могут этого сделать, потому что, ну, люди, наши сограждане, не у всех их есть карты и, ну, лично я считаю, что наше образование, как таковое в Южной Африке и, ну, в Ираке и везде вроде того и… Я считаю, что они должны, наше образование здесь, в Америке, должно помочь Америке, э…, ну, должно помочь Южной Африке и должно помочь Ираку и азиатским странам, так мы сможем построить наше будущее для на…
Оригинальный текст (англ.)
I personally believe the U.S. Americans are unable to do so because, uh, some, uh…people out there in our nation don’t have maps, and, uh, I believe that our education like such as South Africa and, uh, the Iraq everywhere like, such as and…I believe that they should, our education over here in the U.S. should help the U.S., err, uh, should help South Africa and should help the Iraq and the Asian countries, so we will be able to build up our future for ur…

— 
Девушка была гостем в шоу Today, где ей был дан второй шанс ответить на этот вопрос.
В том же году Кейтлин сделала в MTV Video Music Awards пародию на собственный ответ.
Кейтлин Аптон заключила контракт с модельным агентством Дональда Трампа.

## Фильмография
| Год  |   | Русское название       | Оригинальное название | Роль      |
| ---- | - | ---------------------- | --------------------- | --------- |
| 2009 | с |                        | King of the Crown     | девушка   |
| 2011 | с | Телеканал «Гори в Аду» | Funny or Die Presents | секретарь |
| 2013 | с | Холлистон              | Holliston             | Рейчел    |
| 2015 | ф | Нерон                  | Neron                 | Тара Смит |